# RasMol
RasMol ist eine Software für die molekulare Modellierung. Sie erlaubt, Makromoleküle grafisch darzustellen, beispielsweise wie in der Protein Data Bank.
Ursprünglich wurde das Programm von Roger Sayle in den frühen 1990er-Jahren entwickelt, heute wird es von einer Community am ARCiB laboratory weiterentwickelt. In Frankreich wurde das Programm durch das Bildungsministerium empfohlen und im Unterricht an Universitäten, Fachhochschulen und Oberstufen der Schulen eingesetzt.

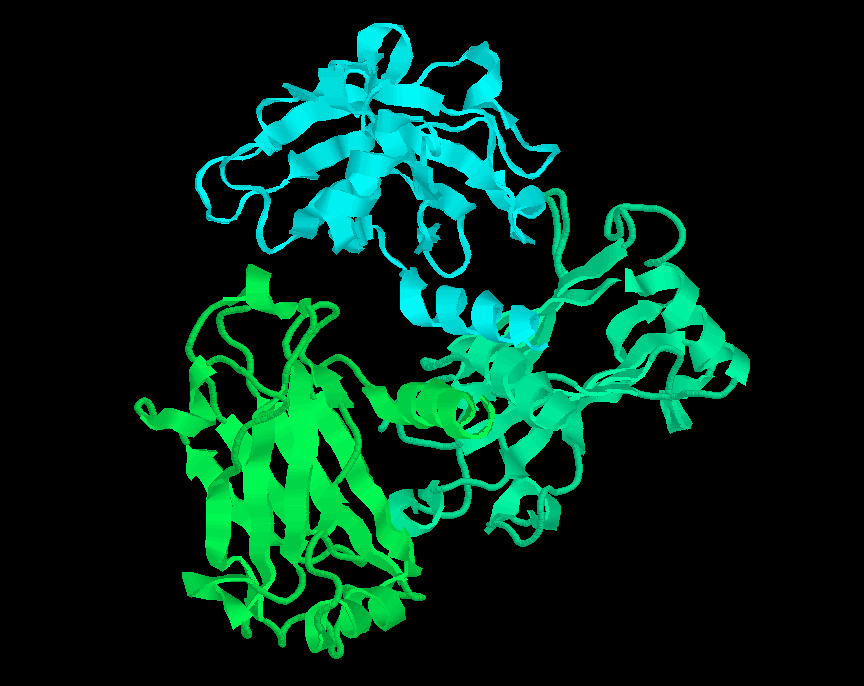
Beispiel eines Moleküls (TRAF2 trimer PDB:1DOA) in Rasmol

Historisch gesehen war es ein wichtiges Instrument für Molekularbiologen, da das Programm es früh ermöglichte, Moleküle auf den damaligen Heimcomputern zu visualisieren. Weil RasMol bereits auf diesen Computern lauffähig war und keine Großrechner benötigte, die wegen ihrer hohen Anschaffungskosten nicht beliebig zur Verfügung standen, wurde RasMol ein wichtiges Forschungsinstrument in der Molekularbiologie und ist es immer noch.
RasMol hat eine komplexe Versionsgeschichte und steht ab der Version 2.7 unter einer Duallizenz (GPL oder unter kommerzieller Lizenz „RASLIC“). RasMol ist neben BALLView, Avogadro, Molekel, Jmol und PyMOL ein Open-Source-Programm, das Moleküle visualisieren kann.
RasMol verfügt über eine eigene Skriptsprache, die von Jmol übernommen wurde – somit laufen RasMol-Scripte auch unter Jmol. Rasmol-Scripte können auch von SIRIUS ausgelesen werden.
RasMol ist sowohl unter Unix-Systemen, als auch unter Windows verfügbar. Unter UNIX kann es mit anderen Programmen via Tcl/Tk kommunizieren, unter Windows via Dynamic Data Exchange (DDE).

## Entwicklung
Mittlerweile wird die Software kaum noch weiter entwickelt und die Nutzerzahlen gehen stark zurück.

## Ähnliche Software
- Avogadro
- Chemcraft